# Jan Six
Jan Six, né le 14 janvier 1618 à Amsterdam où il est mort le 28 mai 1700, est un bourgmestre, écrivain et collectionneur d'art néerlandais, et une figure importante du siècle d'or néerlandais. Rembrandt a réalisé un portrait peint et un autre gravé. Sa collection d'œuvres d'art, connue comme la collection Six est célèbre jusqu'à nos jours.

## Biographie
Issu d'une famille de marchands aisés (nl), des huguenots ayant fui la France pour les Pays-Bas à la fin du XVIIe siècle, sa mère Anna Wikmer (1584–1654) le fait baptiser dans une église wallonne sous le nom de « Jehan ». Son père, Jean Six (1575–1617), qui avait fait fortune dans l'industrie de la soie et du drap, meurt deux mois avant sa naissance.
Jan Six étudie les arts libéraux et le droit à Leyde. Il épouse la fille de Nicolaes Tulp, Margaretha, en juillet 1655. Grâce à son beau-père, il devient magistrat et occupe diverses positions au sein du conseil de la ville, avant de devenir lui-même bourgmestre régent d'Amsterdam en 1691, à l'âge de 73 ans.
Six était ami avec le poète Joost van den Vondel et le peintre Rembrandt van Rijn, qui a fait de lui un portrait peint et un autre gravé. Il a écrit plusieurs pièces de théâtre, dont la plus célèbre est Médée, publiée en 1648 (avec une gravure de Rembrandt). La même année, la traduction néerlandaise du Livre du courtisan de Baldassare Castiglione lui a été dédicacée.

## Œuvres
Il a publié deux pièces sans que son nom apparaisse sur la publication :
- Medea (Amsterdam, 1648, publication in folio ; 2e édition en 1679 en 4o. avec une gravure de Rembrandt de 1647 ; 3e édition en 1680, derrière laquelle se trouve le poème Muiderberg). La pièce a été interprétée par Jan Vos au théâtre d'Amsterdam ; elle a eu peu de succès, sauf quand Cosme III de Médicis y a assisté le 30 décembre 1667.
- Onschult (comédie, 1662).

## La collection Six

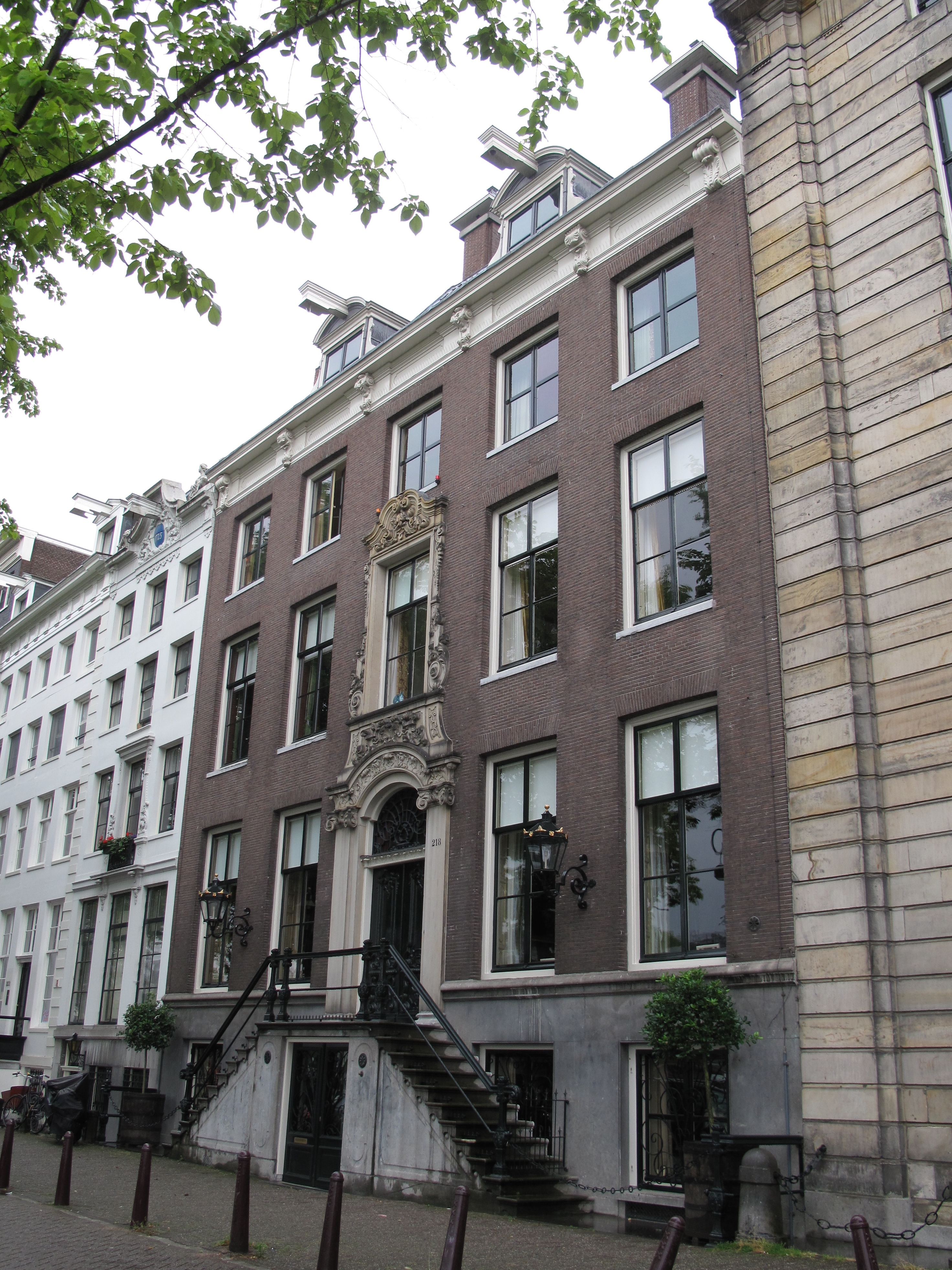
Maison où est conservée la collection Six, à Amsterdam.

Sa collection de peintures, gravures, dessins et autres objets, constitués par lui-même et sa famille politique, était célèbre en son temps comme la collection Six. Y figurait notamment l'une des gravures de Rembrandt, un portrait de Jan Six. Cette collection fut finalement transmise des générations plus tard au couple Lucretia Johanna van Winter (1785-1845) et Hendrik Six (1790-1847), dont les vastes collections d'art furent combinées lors de leur mariage en 1822 et qui sont connues collectivement sous le nom de Six Collection. Les peintures venaient de la famille Van Winter. Parmi les 76 peintures de Van Winter rassemblées par Lucretia Jans elle-même, il y avait une nature morte de fleurs de Rachel Ruysch qu'elle avait achetée en 1820, La Laitière de Johannes Vermeer et La Sérénade de Judith Leyster. Les 171 peintures que Lucretia Jans a apportées lors de son mariage ne représentent que la moitié de la vaste collection de son père, connue et exposée depuis un demi-siècle. L'autre moitié est allée chez sa sœur Anna Louisa, qui s'est mariée avec Willem van Loon. Quelques-unes de ces peintures sont encore visibles dans le musée Van Loon (en), mais le reste de l'autre moitié de la collection Van Winter a été vendue par les héritiers de Van Loon en 1877 à Gustave baron de Rothschild (fils de James de Rothschild) à Paris.
La collection Six fait l’objet de controverses aux Pays-Bas depuis des décennies car, bien que la maison de l’Amstel ait été subventionnée par le gouvernement néerlandais et ouverte au public pendant les heures de visite, elle a toujours été utilisée comme maison et le nombre de visiteurs était limité. Le différend a été résolu et les pièces maîtresses sont prêtées au Rijksmuseum Amsterdam plusieurs mois, une année sur deux.
La collection Six est toujours conservée par les descendants de Jan Six. Le baron Jan Six X en est le commissaire depuis 2000,.
Jan Six XI est un historien de l'art et un marchand d'art réputé. En 2018, Six identifia un tableau, considéré auparavant comme « de l'école de » Rembrandt, comme un tableau du maître,. Le tableau, intitulé Portrait d'un jeune homme, a été daté par le style de la dentelle, alors à la mode vers 1634.